# Miguel III da Sérvia
Miguel III da Sérvia (em sérvio: Михаило Обреновић; romaniz.: Mihailo Obrenović; Kragujevac, 4 de setembro jul./ 16 de setembro de 1823 greg. – Topčider, 29 de maio jul./ 10 de junho de 1868 greg.) foi o príncipe soberano da Sérvia de 1839–1842 e de 1860–1868. Seu primeiro reinado terminou quando foi deposto em 1842 e o segundo quando foi assassinado.

## Início de vida
Miguel Obrenović foi filho de Miloš Obrenović, príncipe da Sérvia, e de sua esposa, Ljubica Vukomanović, nascida em Viena. Nasceu em Kragujevac, sendo o segundo filho sobrevivente do casal. Em 1823, tornou-se a primeira pessoa na Sérvia a ser vacinada contra a varíola, enfermidade responsável pela morte de três de seus irmãos: Pedro, Maria e Velika. Passou a infância em Kragujevac, residindo posteriormente em Požarevac e Belgrado. Após concluir sua educação em Požarevac, Mihailo deixou a Sérvia com sua mãe, dirigindo-se a Viena. Seu irmão mais velho, Milan Obrenović, nascido em 1819, apresentava com frequência problemas de saúde.

## Primeiro reinado

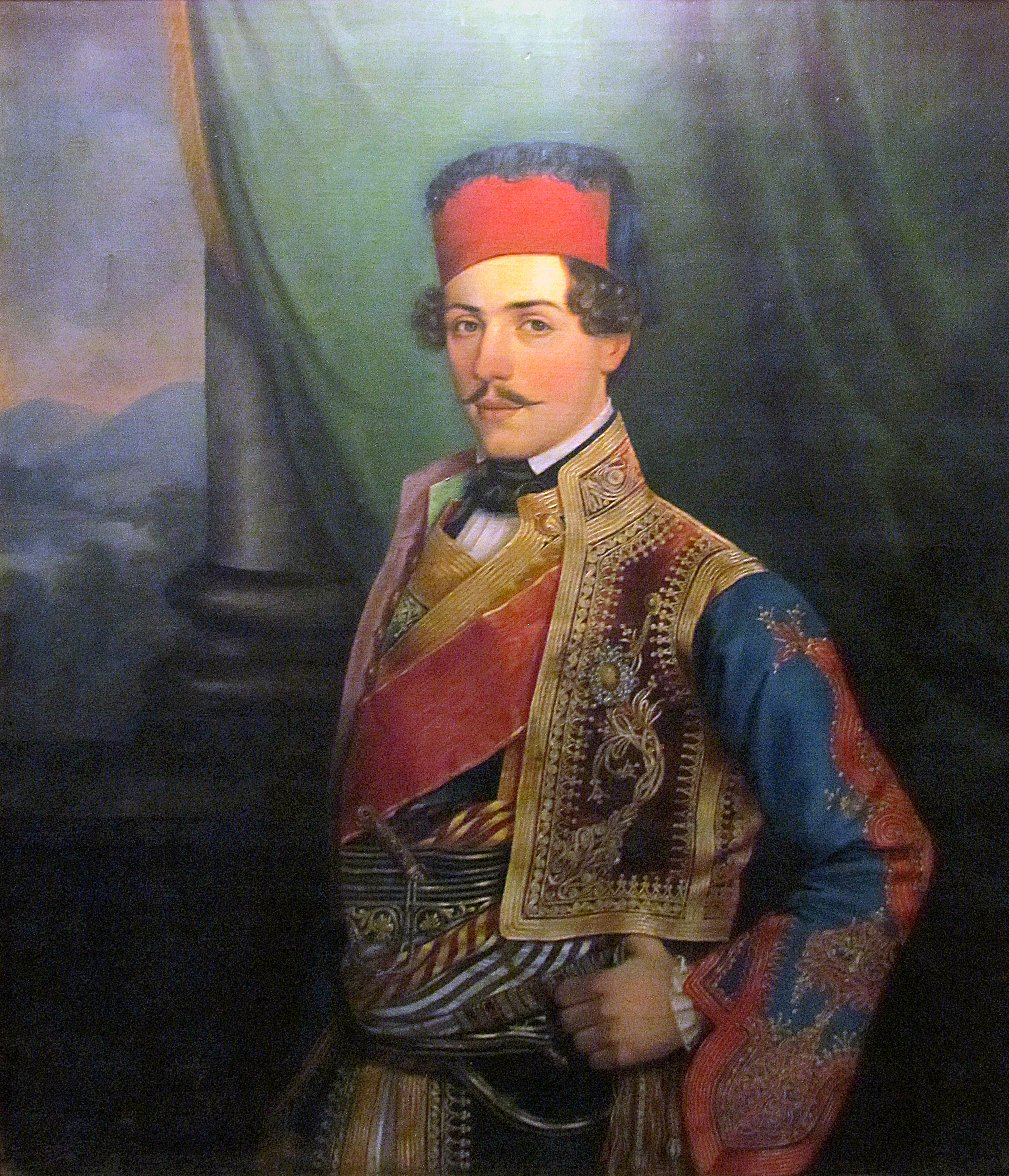
Retrato do Príncipe Miguel Obrenović, por Jovan Popović (1841)

Inicialmente, o príncipe Miloš abdicou em favor de seu primogênito, o príncipe Milan, que à época encontrava-se em estado terminal e faleceu após apenas um mês de governo. Após a morte de seu irmão mais velho, Miguel ascendeu ao trono ainda menor de idade, tendo nascido no final de 1823, sendo proclamado príncipe em 25 de junho de 1839. Foi declarado maior de idade no ano seguinte. Poucos tronos pareciam mais seguros, e seu reinado poderia ter perdurado por toda a sua vida, não fosse sua falta de energia e atenção às questões políticas em desenvolvimento. Durante seu primeiro governo, em 19 de novembro de 1841, fundou a Sociedade de Letras Sérvias, mas sua inexperiência fez com que não lidasse adequadamente com outros importantes desafios enfrentados pela Sérvia. Em 14 de setembro de 1842, seu reinado foi encerrado por uma revolta liderada por Toma Vučić-Perišić, o que permitiu à dinastia Karađorđević assumir o poder e permanecer no trono por mais dezesseis anos.

## Vida no exílio
Após sua deposição, o príncipe Miguel retirou-se da Sérvia, atravessando os rios Sava e Danúbio com cerca de mil de seus partidários. Seu destino foi então decidido pelas potências da Áustria e do Império Otomano. Miguel foi enviado à propriedade de sua irmã, a princesa Isabel Obrenović, baronesa Nikolić de Rudna, enquanto sua mãe, a princesa Ljubica, foi encaminhada para Novi Sad, onde faleceu sozinha em 1843. Miguel organizou seu sepultamento no Mosteiro de Krušedol.

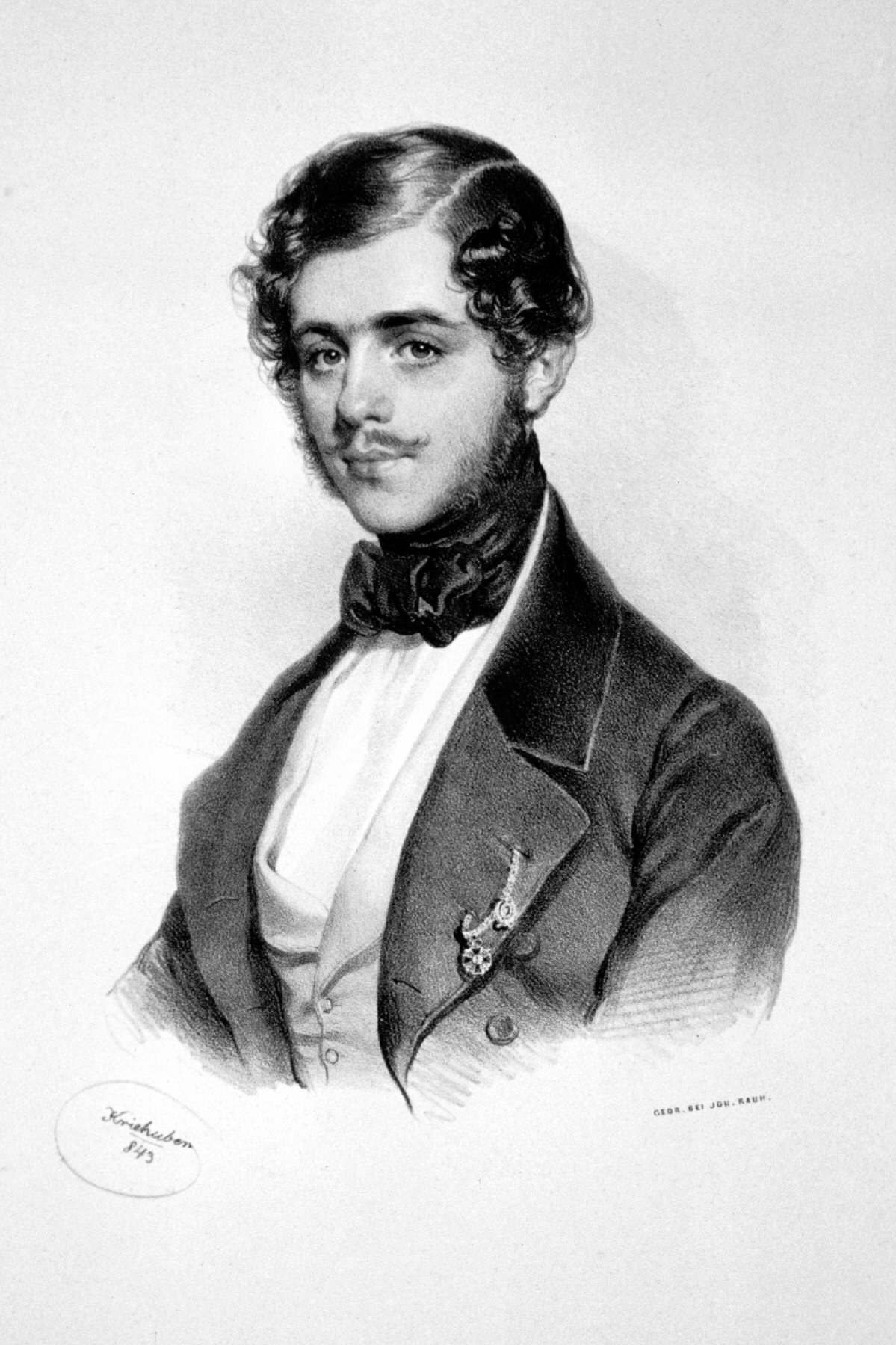
Miguel no exílio. Gravura por Peter Geymayer (1843)

Em 1853, escreveu a Toma Vučić-Perišić afirmando que não desejava retomar o trono por meio da violência. Posteriormente, mudou-se para Viena, onde passou a residir com seu pai no Palais Salm, adquirido por ambos em 1852. Lá, administrava a vasta propriedade de seu pai. 
Durante esse período, compôs o poema Što se bore misli moje ("Por que meus pensamentos me atormentam"), dedicado ao seu primeiro amor, a princesa Maria Josefa de Liechtenstein, filha mais nova do príncipe Carlos José de Liechtenstein e de sua esposa, a condessa Francisca Würben e Freudenthal. Miguel pediu a mão da princesa em casamento, mas seu pai recusou inicialmente, uma vez que Miguel era Ortodoxo Sérvia e Maria Josefa uma fervorosa Católica Romana. Além disso, Carlos José considerava a filha um partido superior para um príncipe deposto da dinastia Obrenović, uma dinastia vassala de origem recente, cuja fortuna se originava do comércio. Na época, a família Obrenović vivia no exílio, enquanto a Sérvia era governada pela rival dinastia Karađorđević. Após a recusa e o que considerou uma afronta, Miguel rompeu todos os laços sociais com essa linha da família Liechtenstein, também residente em Viena. Posteriormente, a princesa Maria Josefa casou-se com o príncipe Fernando Bonaventura Kinsky de Wchinitz e Tettau, tornando-se ancestral de diversos membros da realeza europeia, incluindo o atual príncipe soberano de Liechtenstein.
Em 1 de agosto de 1853, Miguel casou-se na Capela Russa de Viena com a condessa Júlia Hunyady de Kéthely, filha mais nova e única menina do conde Ferenc Hunyady de Kéthely e de sua esposa, a condessa Júlia Zichy de Zich et Vásonkeő. O casamento revelou-se infeliz e não gerou filhos, embora Miguel tenha tido um filho ilegítimo, Velimir Mihailo Teodorović, com sua antiga amante estíria, Maria Berghaus (1831–1863). Durante o exílio, o príncipe falava fluentemente francês e alemão.

## Segundo reinado

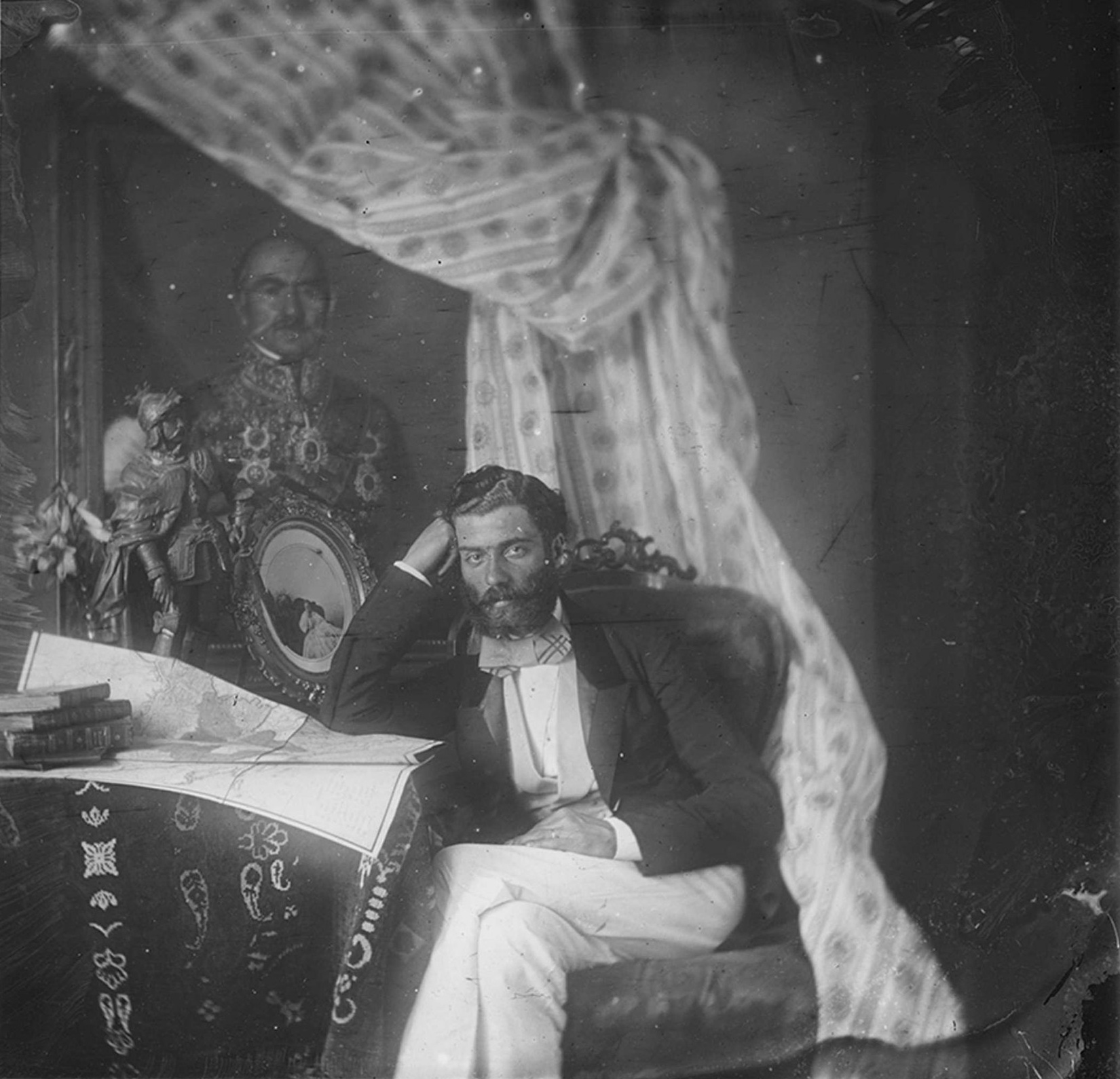
Fotografia de Miguel da Sérvia, por Anastas Jovanović (1856)

Miguel foi aceito de volta como príncipe da Sérvia após dezoito anos de exílio, em setembro de 1860, após a morte de seu pai, que havia reassumido o trono em 1858. Durante os oito anos seguintes, governou como um monarca de orientação iluminista. Miguel buscou restringir a autoridade e a imunidade dos senadores sérvios.
Em 1862, Miguel obteve a retirada completa das tropas turcas do território sérvio. A presença otomana havia sido anteriormente limitada a algumas fortalezas e a um bairro designado na cidade de Belgrado. Cidadãos sérvios passaram a ter acesso ao bairro turco, o que ocasionalmente levava a confrontos, alguns dos quais escalavam para distúrbios de grande porte. Após um desses incidentes — o chamado "caso da Fonte Čukur", em junho de 1862 — que ameaçou a Fortaleza Turca de Belgrado, os otomanos responderam com o bombardeio da cidade. Seguiu-se uma investigação otomana, e as Grandes Potências, que haviam permitido a permanência turca na Sérvia nos acordos decorrentes da Guerra da Crimeia, convocaram uma conferência em Constantinopla com o objetivo de intermediar um entendimento entre sérvios e turcos.

Retrato de Miguel, por Johann Böss (c. 1859-1860)

Em 4 de setembro de 1862, a conferência chegou a um acordo segundo o qual todos os habitantes muçulmanos deveriam ser retirados da Sérvia, com exceção das guarnições existentes em Belgrado, Fetislam, Šabac e Smederevo. Miguel, entretanto, prosseguiu com as negociações visando à retirada total das tropas otomanas do país. Em carta enviada ao grão-Vizir Mehmed Fuad Paxá, Miguel destacou a ausência de interesse nacional por parte dos otomanos em manter tropas em solo sérvio, e ressaltou a importância que os sérvios atribuíam à partida de todas as forças estrangeiras.
O sultão, no entanto, não concedeu plena independência à Sérvia, mas autorizou que tropas sérvias a serviço do governo otomano substituíssem os soldados turcos nas guarnições remanescentes, e permitiu que a bandeira sérvia fosse hasteada nas fortalezas ao lado da bandeira otomana.
Apesar desses avanços, tais concessões foram consideradas insuficientes por nacionalistas sérvios e partidários da dinastia Karađorđević, que continuavam a ver o príncipe com hostilidade por ter usurpado o trono de sua casa real preferida.
Durante seu governo, foram cunhadas as primeiras moedas modernas da Sérvia. Miguel também foi o primeiro governante na história moderna do país a declarar oficialmente Belgrado como capital nacional.
O príncipe desejava divorciar-se de sua esposa, Júlia Hunyady de Kéthely, com o objetivo de casar-se com sua jovem amante, Katarina Konstantinović, filha de sua prima em primeiro grau, a princesa Anka Obrenović. Ambas residiam na corte real a convite do próprio príncipe. Os planos de Miguel para o divórcio e o posterior casamento com Katarina enfrentaram forte oposição de políticos, membros do clero e da opinião pública. Seu perspicaz e talentoso primeiro-ministro, Ilija Garašanin, foi demitido do cargo em 1867 por ousar expressar-se contra o divórcio. No entanto, o divórcio jamais se concretizou.

## Assassinato
Enquanto Miguel implementava gradualmente um regime de caráter absolutista, formou-se uma conspiração contra sua pessoa. Os principais organizadores e executores do atentado foram os irmãos Radovanović, motivados pelo desejo de vingar seu irmão, Ljubomir Radovanović, que se encontrava preso. Kosta Radovanović, o principal executor, era um comerciante abastado e respeitado. Seu irmão, Pavle Radovanović, o acompanhava durante o assassinato, e o terceiro irmão, Đorđe Radovanović, também esteve envolvido na conspiração. Registra-se ainda que o príncipe Miguel era membro de uma loja maçônica.

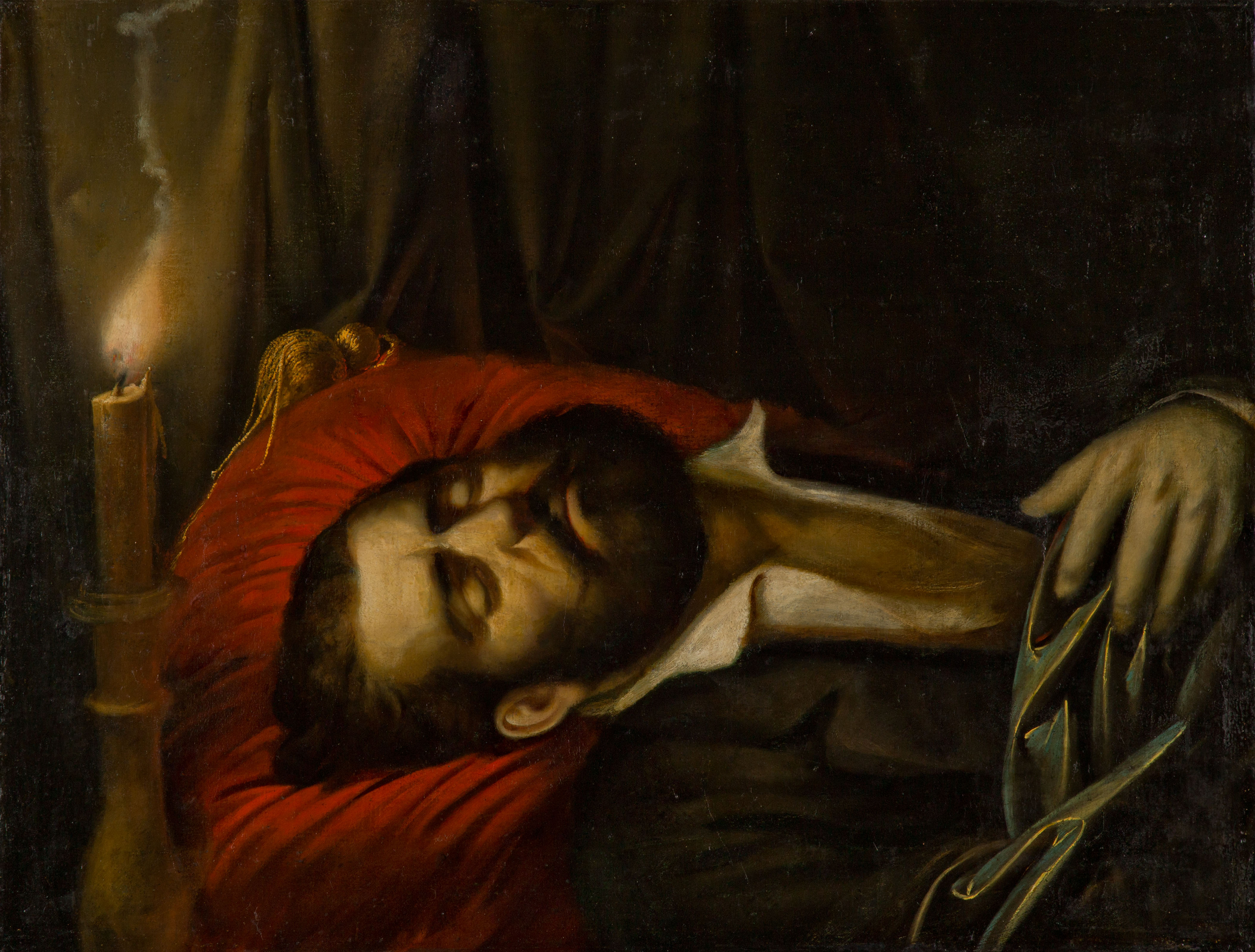
Retrato de Miguel em seu leito de morte, por Đura Jakšić (c. 1868‒1869)

Em 10 de junho de 1868, o príncipe viajava em uma carruagem com sua amante Katarina Konstantinović e a princesa Anka Obrenović, no parque de Košutnjak, nas proximidades de sua residência de verão, nos arredores de Belgrado. No parque, Pavle e Kosta Radovanović, trajando ternos pretos formais, aproximaram-se. Kosta apontou uma arma carregada para o príncipe e se dirigiu à carruagem. Miguel reconheceu-o imediatamente, em razão de uma disputa anterior envolvendo o irmão de Kosta, Ljubomir. As últimas palavras do príncipe, conforme o próprio Kosta confessou durante o julgamento, foram: "Bem, é verdade." Miguel e Anka foram mortos a tiros, e Katarina ficou ferida.
Os detalhes completos da conspiração por trás do assassinato jamais foram completamente esclarecidos. Suspeitava-se do envolvimento de simpatizantes e parentes da dinastia Karađorđević, rival da casa Obrenović, embora nenhuma prova conclusiva tenha sido apresentada. Em resposta ao crime, a Assembleia Nacional declarou a exclusão perpétua da dinastia Karađorđević do direito ao trono sérvio e proclamou Milan, primo de Miguel, então com quatorze anos de idade, como legítimo herdeiro do trono da Sérvia.